# Chavaniac-Lafayette
 Chavaniac-Lafayette  es una población y comuna francesa, situada en la región de Auvernia, departamento de Alto Loira, en el distrito de Brioude y cantón de Paulhaguet. El castillo de Chavaniac, situado en la comuna, es el lugar de nacimiento del noble Gilbert du Motier, marques de Lafayette en 1757.

## Demografía
| 513 | 458 | 389 | 352 | 317 | 293 |
| Para los censos de 1962 a 1999 la población legal corresponde a la población sin duplicidades (Fuente: INSEE [Consultar]) |     |     |     |     |     |